# شهرستان کراسنوکامنسکی
شهرستان کراسنوکامنسکی (به لاتین: Krasnokamensky District) یک شهرستان در روسیه است که در سرزمین زابایکالسکی واقع شده‌است.